# Giro di Romagna 1980
Il Giro di Romagna 1980, cinquantacinquesima edizione della corsa, si svolse il 15 ottobre 1980 su un percorso di 202 km. La vittoria fu appannaggio dell'italiano Pierino Gavazzi, che completò il percorso in 4h43'00", precedendo il belga Ludo Peeters e il connazionale Vittorio Algeri.

## Ordine d'arrivo (Top 10)
| Pos. | Corridore            | Squadra               | Tempo    |
| ---- | -------------------- | --------------------- | -------- |
| 1    | Pierino Gavazzi      | Magniflex-Olmo        | 4h43'00" |
| 2    | Ludo Peeters         | IJsboerke-Warncke Eis | s.t.     |
| 3    | Vittorio Algeri      | Magniflex-Olmo        | s.t.     |
| 4    | Eric Van De Wiele    | IJsboerke-Warncke Eis | s.t.     |
| 5    | Alfredo Chinetti     | Inoxpran              | s.t.     |
| 6    | Alessandro Paganessi | Bianchi-Piaggio       | s.t.     |
| 7    | Claudio Torelli      | Bianchi-Piaggio       | s.t.     |
| 8    | Roberto Ceruti       | Gis Gelati            | s.t.     |
| 9    | Salvatore Maccali    | Bianchi-Piaggio       | s.t.     |
| 10   | Annunzio Colombo     | Famcucine-Campagnolo  | s.t.     |